# Катионные поверхностно-активные вещества
Катионные поверхностно-активные вещества — Поверхностно-активные вещества, чья поверхностная активность при растворении в воде обуславливается катионами, содержащими длинноцепочечные гидрофобные радикалы.

## Общие сведения
Первый катионный ПАВ - ациламиноэтилтриалкиламмониевая соль - был синтезирован в 1927 году и зарегистрирован компанией Ciba-Geigy под торговой маркой Sapamine. В 1934 году были обнаружены дезинфицирующие свойства катионных ПАВ, что подтолкнуло к разработке алкилдиметилбензиламмониевых солей (I.G. Farbenindustrie).
Основным видом катионных поверхностно-активных веществ являются соли четвертичных аммониевых оснований. Катионные ПАВ практически не обладают моющими свойствами и применяются в основном как чрезвычайно сильные бактерицидные добавки в композиции с анионными или неиногенными ПАВ. Их производство составляет 12% от общей выработки ПАВ.

## Классификация
1. Алифатические 
- Соли аминов 
  - первичных
  - вторичных
  - третичных
- Соли четвертичных аммониевых соединений
- Сульфониевые и фосфониевые соединения

2. Моноциклические 
- Четвертичные пиридиновые аммониевые соли
- Алкилбензиламмониевые соли

3. Полициклические

## Получение
Катионные ПАВ получают из высших жирных кислот с числом углеродных атомов в радикале от 12 до 18 следующим образом:
- Путём образования нитрилов из кислот:

С17H35СOOH + NH3 → C17H35 – C ≡ N + 2H2O
- Восстановление нитрилов кислот в амины:

C17H35 – C ≡ N + H2 → C17H35 – CH2 – NH2
- Восстановление нитрилов в присутствии метиламина, приводящим к образованию первичных, вторичных и третичных аминов:

C17H35 –  C ≡ N + CH3NH2 + H2 → C18H37NHCH3
C17H35 –  C ≡ N + CH3NH2 + H2 → C18H37N(CH3)2
- Образование солей четвертичных аммониевых оснований  производится следующим образом:

C18H37N(CH3)2 + HCI → C18H37NHCI(CH3)2
C18H37N(CH3)2 + CH3CI → [C18H37N(CH3)3]+ CI-

## Характеристики
| Наименование (торговая марка)                        | Формула                                | Молекулярная масса | Плотность г/м3 | Вязкость мПа·с | Внешний вид                           |
| ---------------------------------------------------- | -------------------------------------- | ------------------ | -------------- | -------------- | ------------------------------------- |
| Диоктадецилдиметиламмоний хлорид (DODMAC)            | [(CH3)2-N-(C18H17)2]+ CI-              | 532                | 0,94           | 20             | Жёлтая легкоподвижная жидкость        |
| Триметилкокоаммоний хлорид (МС-50)                   | [(CH3)3-N-R]+ CI- [R=12÷14]            | 272                | 0,89           | 20             | Светло-жёлтая легкоподвижная жидкость |
| Олеилтриметиламмоний хлорид (S-50)                   | [(CH3)3-N-R]+ CI- [R=16÷20]            | 345                | 0,89           | 25             | Светло-жёлтая легкоподвижная жидкость |
| Диметилкокобензиламмоний хлорид (MCB-80)             | [(CH3)2-N-(R)(CH2C6H5)]+ CI- [R=12÷14] | 350                | 0,98           | 75             | Светло-жёлтая легкоподвижная жидкость |
| Гидроталловдиметилбензиламмоний хлорид (HTB-75)      | [(CH3)2-N-(R)(CH2C6H5)]+ CI- [R=16÷20] | 412                | 0,91           | 65             | Белая вязкая паста                    |
| Диметилдиалкиламмоний хлорид (DMDAAC)                | [(CH3)2-N-(R)2]+ CI- [R=18÷22]         | 581                | 0,9            | 35             | Тёмно-коричневая вязкая жидкость      |
| Триметилалкиламмоний хлорид (TMAAC)                  | [(CH3)3-N-R]+ CI- [R=18÷22]            | 337                | 0,9            | 35             | Тёмно-коричневая вязкая жидкость      |
| Дидецилдиметиламмоний бромид (ДДДМАБ)                | [(CH3)2-N-(C10H21)2]+ Br-              | 406                | 0,94           | 50             | Жёлтая вязкая паста                   |
| Бегентримониум хлорид, докозилтриметиламмоний хлорид | C₂₅H₅₄ClN                              | 404                | 0,9            | 50             | Жёлтая вязкая паста                   |

## Применение
Катионноактивные ПАВ обладают антикоррозионными,  бактерицидными, фунгицидными и консервирующими свойствами .
В ряде технологических процессов интенсификации нефтедобычи и повышения нефтеотдачи известны примеры применения катионных ПАВ для гидрофобизации призабойной зоны пласта и  кислотных обработках скважин. Несмотря на широкий круг промышленно выпускаемых катионных ПАВ, их ассортимент в нефтяной промышленности по ряду причин весьма ограничен. В первую очередь это связано с недостаточной изученностью поверхностных явлений в горных породах.